# Johann Wilhelm Arndts
Johann Wilhelm Arndts (* 1710 in Arnsberg; † 1771 ebenda) war kurkölnischer Beamter, Postmeister der Kaiserlichen Reichspost und maßgeblicher Gründer des Arnsberger Intelligenzblattes.

## Leben
Er war Sohn von Johann Kaspar Arndts und Eva Katharina (geb. Wegmann). Er selbst heiratete 1741 Katharina Wilhelmine Beatrix Freusberg. Aus der Ehe ging Engelbert Franz Ignatz Wilhelm Arndts (1750–1819) hervor.
Arndts studierte Rechtswissenschaften und promovierte 1735 in Duisburg. Er trat in den Kurkölner Staatsdienst ein. Im Jahr 1728 wurde er zum Prokurator ernannt. Er wurde später kurfürstlich kölnischer Hofrat und war gelehrter Rat bei der Kanzlei des Herzogtums Westfalen. Er war zudem Thurn und Taxisscher Postmeister. Als solcher war er verantwortlich für den Aufbau eines regelmäßigen Postverkehrs im Herzogtum Westfalen. Außerdem war er 1766 maßgeblich daran beteiligt, dass die erste vom Landesherrn privilegierte Druckerei gegründet wurde, die mit dem Arnsberger Intelligenzblatt die erste regelmäßig erscheinende Zeitung im Herzogtum veröffentlichte. Arndts erwarb 1756 die Mehrheit an der Endorfer Hütte.